# 清野良栄
清野　良榮（せいの　よしえい　1950年 - ）は、日本の経済学者。専門は、経済理論・現代資本主義分析。現代の資本主義体制への批判的視角から、市場化・グローバル化のもたらす経済社会のひずみを主たる研究テーマとしている。松山大学経済学部教授。「憲法９条をまもる愛媛県民の会」の呼びかけ人の一人として名を連ねる。

## 略歴
福島県出身。1973年（昭和48年）立命館大学経済学部卒業。1977年（昭和52年）九州大学大学院経済学研究科修士課程修了。1980年（昭和55年）九州大学大学院経済学研究科博士課程単位取得。1981年（昭和56年）松山商科大学経済学部講師。1982年（昭和57年）松山商科大学経済学部助教授。1989年（平成元年）松山大学経済学部教授。1995年（平成7年）立命館大学経済学博士。1999年（平成11年）同経済学部長、2004年（平成16年）同大学院経済学研究科長等を歴任。2008年12月、八木功治の後任の松山短期大学の学長に選出された（任期は2009年（平成21年）4月から3年間）。

## 著作
単著
- 『現代経済と蓄積体制 - 競争と独占の経済学 』（松山大学研究叢書第19巻、晃洋書房、1992年）
- 『経済格差問題と日本社会の行方』
- 『日本経済の再生と地域経済の活性化』

共著
- 『現代の国家独占資本主義（下）』

編著
- 上野俊樹との共編『現代資本主義を見る目』（文理閣、1993年）
- 編著 『分析・日本資本主義』（文理閣、1999年）
- 中嶋慎治との共編『東アジア経済の発展と日・米・欧の諸相』（晃洋書房、2006年）